# 马德勒陨石坑

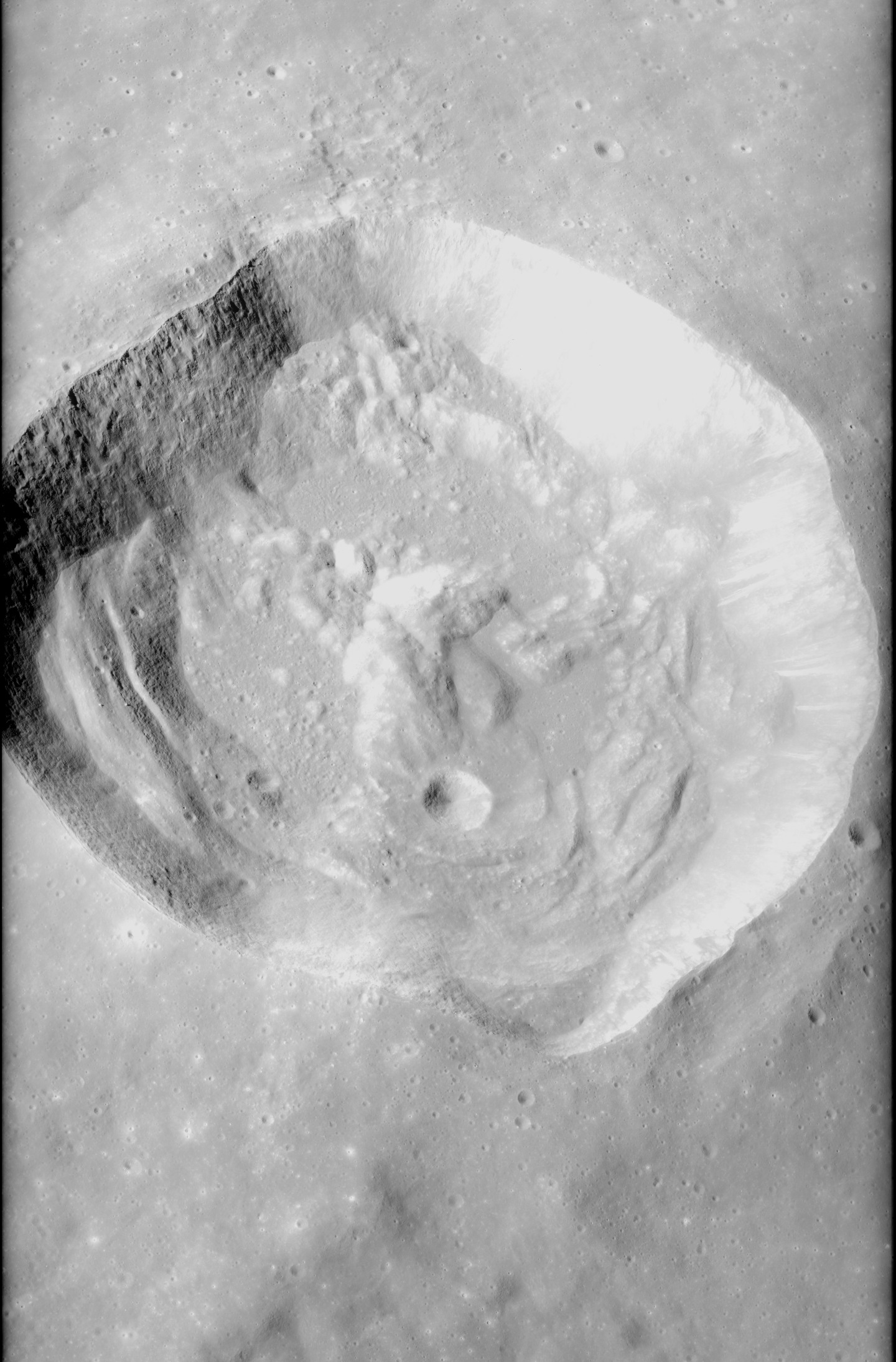
阿波罗16号全景相机拍摄的马德勒陨石坑南向斜视图

马德勒陨石坑(Mädler)是月球正面位于酒海西北部的一座小撞击坑残迹，其名称取自德国天文学家约翰·海因里希·冯·梅德勒(1794年-1874年)，1935年被国际天文学联合会批准接受。

## 描述
该陨坑西侧毗邻西奥菲勒斯环形山；西北偏北靠近托里切利陨石坑；依西多禄陨石坑位于它的东北、东侧坐落着达盖尔陨石坑、罗斯陨石坑和博蒙环形山则分别横亘在它的东南和南面。马德勒陨石坑的东北坐落着狂暴湾、它的东面则绵延着巍峨的比利牛斯山脉。该陨坑中心月面坐标为11°02′S 29°46′E / 11.04°S 29.76°E，直径27.6公里，深度约2800米。
马德勒陨石坑的轮廓形状不太规则，略呈矩形状。陨坑壁反照率较高，边沿清晰、尖峭，西侧坑壁高出坑底约2000米，东侧壁高出1000米，而北侧壁则陡峭下凹。陨坑内侧壁平整，其中东侧壁坡度约44°，坡底蜿蜒着一道狭窄的月谷。该陨坑内部容积约有480公里³，从东到西横亘着一群山丘，坑底中心的一列山峰连接了一道纵向、起始于北部一座杯状小陨坑的低矮山脊。陨坑东侧从东北起环绕着一道射纹束。
马德勒陨石坑在月食期间曾产生过温度异常状况，该现象由于其地质龄较短，岩石表面尚未形成能提供隔热作用的表岩屑所致。

## 卫星陨石坑
按惯例，最靠近马德勒陨石坑的卫星坑在月图上以字母标注在该坑中心点的旁边。

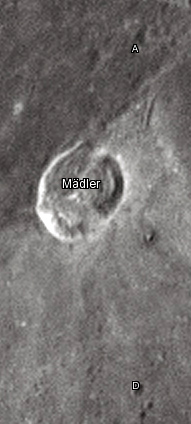
戴维·坎贝尔图片

| 马德勒 | 纬度    | 经度    | 直径   |
| ------ | ------- | ------- | ------ |
| A      | 9.5° S  | 29.8° E | 5 公里 |
| D      | 12.6° S | 31.1° E | 4 公里 |

## 另请参阅
- Andersson, L. E.; Whitaker, E. A. . NASA RP-1097. 1982.
- Blue, Jennifer. . USGS. July 25, 2007  [2007-08-05]. （原始内容存档于2015-05-26）.
- Bussey, B.; Spudis, P. . New York: Cambridge University Press. 2004. ISBN 978-0-521-81528-4.
- Cocks, Elijah E.; Cocks, Josiah C. . Tudor Publishers. 1995. ISBN 978-0-936389-27-1.
- McDowell, Jonathan. . Jonathan's Space Report. July 15, 2007  [2007-10-24]. （原始内容存档于2015-01-12）.
- Menzel, D. H.; Minnaert, M.; Levin, B.; Dollfus, A.; Bell, B. . Space Science Reviews. 1971, 12 (2): 136–186. Bibcode:1971SSRv...12..136M. doi:10.1007/BF00171763.
- Moore, Patrick. . Sterling Publishing Co. 2001. ISBN 978-0-304-35469-6.
- Price, Fred W. . Cambridge University Press. 1988. ISBN 978-0-521-33500-3.
- Rükl, Antonín. . Kalmbach Books. 1990. ISBN 978-0-913135-17-4.
- Webb, Rev. T. W.  6th revised. Dover. 1962. ISBN 978-0-486-20917-3.
- Whitaker, Ewen A. . Cambridge University Press. 1999. ISBN 978-0-521-62248-6.
- Wlasuk, Peter T. . Springer. 2000. ISBN 978-1-85233-193-1.